# Pape Demba Diop
Pape Demba Diop, né le 4 septembre 2003 à Ouakam au Sénégal, est un footballeur sénégalais. Il joue au poste de milieu central au RC Strasbourg.

## Biographie

### En club
Né à Ouakam au Sénégal, Pape Demba Diop est formé par le club local du Diambars FC ou il joue en ligue 1 sénégalais et trois matchs en Coupe de la confédération. En août 2022 il fait un essai au SV Zulte Waregem avant d'être recruté par le club belge le 6 septembre 2022.
A son arrivée, Il remporte le championnat , Et terminé meilleur joueur de l’équipe de la saison 2024-2025.
Il est recruté par la suite au Racing Club de Strasbourg

### En équipe nationale
Pape Demba Diop est convoqué en équipe des moins de 20 ans pour participer à la Coupe d'Afrique des nations junior en 2023. Il est titulaire lors du tournoi, jouant un total de six matchs et marquant cinq buts. Il réalise notamment un triplé contre l'Égypte le 25 février (victoire 0-4 des Sénégalais) ce qui lui vaut d'être nommé homme du match. Diop figure également dans l'équipe-type de la phase de groupe. Il contribue au sacre de son équipe, qui s'impose face à la Gambie en finale (2-0). Il termine par ailleurs meilleur buteur de la compétition avec cinq buts inscrits.

## Palmarès
Sénégal -20 ans
- Coupe d'Afrique des nations -20 ans :
  - Vainqueur : 2023.

 Zulte Waregem
- Challenger Pro League
  - Champion : 2024-2025

### Distinctions individuelles
- Meilleur Buteur de la Coupe d'Afrique des nations de football des moins de 20 ans 2023[8]
- Équipe Type Can U20 2023
- Meilleur joueur du Challenger Pro League 2024-2025[9]